# Plectroglyphidodon johnstonianus
Plectroglyphidodon johnstonianus là một loài cá biển thuộc chi Plectroglyphidodon trong họ Cá thia. Loài này được mô tả lần đầu tiên vào năm 1924.

## Từ nguyên
Từ định danh của loài được đặt theo tên của đảo Johnston, nơi mà mẫu định danh được thu thập (hậu tố –ianus mang nghĩa là "thuộc về").

## Phạm vi phân bố và môi trường sống
P. johnstonianus có phạm vi phân bố rộng khắp khu vực Ấn Độ Dương - Thái Bình Dương. Từ bờ biển Đông Phi, loài này được ghi nhận trải dài về phía đông đến quần đảo Hawaii, quần đảo Marquises và quần đảo Pitcairn, phía bắc đến quần đảo Ryukyu và quần đảo Ogasawara (Nhật Bản), giới hạn phía nam đến Úc, đảo Lord Howe và Rapa Iti.
Môi trường sống phổ biến của P. johnstonianus là những rạn san hô, đặc biệt là san hô của chi Pocillopora, Stylophora hoặc Acropora, ở độ sâu đến ít nhất là 18 m.

## Mô tả
P. johnstonianus có chiều dài cơ thể tối đa được ghi nhận là 14 cm. Cơ thể của P. johnstonianus có màu nâu tanin đến màu vàng nhạt với một vệt sọc đen ở thân sau, gần cuống đuôi. Vệt đen này đôi khi không xuất hiện ở nhiều cá thể. Mống mắt có màu xanh lam óng. Đầu lốm đốm các vệt xanh; môi dày thịt. Cá con có một đốm đỏ lớn ở hai bên thân.
Khác với P. johnstonianus, Plectroglyphidodon dickii có cuống và vây đuôi màu cam hoặc trắng.
Số gai ở vây lưng: 12; Số tia vây ở vây lưng: 17–19; Số gai ở vây hậu môn: 2; Số tia vây ở vây hậu môn: 16–18; Số tia vây ở vây ngực: 19; Số vảy đường bên: 21–22; Số lược mang: 12–14.

## Sinh thái học
Thức ăn chủ yếu của P. johnstonianus là polyp san hô, nhưng cũng có thể bao gồm cả tảo. Trứng của P. johnstonianus bám dính vào chất nền. Cá đực có nhiệm vụ bảo vệ và chăm sóc trứng.